# Tro Bro Leon 2023
La 39e édition du Tro Bro Leon a lieu le 7 mai 2023. La course fait partie du calendrier UCI ProSeries 2023 en catégorie 1.Pro. C'est également une épreuve de la Coupe de France de cyclisme sur route 2023. 

## Présentation
21 équipes participent à ce Tro Bro Leon : 6 WorldTeams, 12 ProTeams et 3 équipes continentales.
| WorldTeams (6)- AG2R Citroën Team - Cofidis - Groupama-FDJ - Intermarché-Circus-Wanty - Arkéa-Samsic - Team DSM ProTeams (13)- Bingoal WB - Bolton Equities Black Spoke Pro Cycling - Burgos-BH - Caja Rural-Seguros RGA - Equipo Kern Pharma - Euskaltel-Euskadi - Human Powered Health - Israel-Premier Tech - Lotto Dstny - Q36.5 Pro Cycling Team - Team Flanders-Baloise - TotalEnergies - Uno-X Pro Cycling Team Équipes continentales (3)- CIC U Nantes Atlantique - Nice Métropole Côte d'Azur - Saint Michel-Mavic-Auber 93 |
| |

## Déroulement de la course
Lors d'une arrivée au sprint à sept coureurs, Giacomo Nizzolo remporte la course quelques centimètres devant le Belge Arnaud De Lie et Nils Eekhoff.

## Classement final
| \| Classement général \| Classement général \| Classement général \| Classement général \| Classement général \| \| Coureur \| Coureur \| Pays \| Équipe \| Temps \| \| ------------------ \| ------------------ \| ------------------ \| --------------------------- \| ------------------ \| \| 1er \| Giacomo Nizzolo \| Italie \| Israel-Premier Tech \| 4 h 50 min 52 s \| \| 2e \| Arnaud De Lie \| Belgique \| Lotto Dstny \| + 0 s \| \| 3e \| Nils Eekhoff \| Pays-Bas \| Team DSM \| + 0 s \| \| 4e \| Eddy Finé \| France \| Cofidis \| + 0 s \| \| 5e \| Rasmus Tiller \| Norvège \| Uno-X Pro Cycling Team \| + 0 s \| \| 6e \| Clément Venturini \| France \| AG2R Citroën Team \| + 0 s \| \| 7e \| Laurent Pichon \| France \| Arkéa-Samsic \| + 0 s \| \| 8e \| Florian Vermeersch \| Belgique \| Lotto Dstny \| + 5 s \| \| 9e \| Thomas Gachignard \| France \| Saint Michel-Mavic-Auber 93 \| + 5 s \| \| 10e \| Samuel Watson \| Royaume-Uni \| Groupama-FDJ \| + 5 s \| |                    |             |                             |                 |
| |                    |             |                             |                 |
| Source : ProCyclingStats |                    |             |                             |                 |
| Classement général |                    |             |                             |                 |
| Coureur | Coureur            | Pays        | Équipe                      | Temps           |
| 1er | Giacomo Nizzolo    | Italie      | Israel-Premier Tech         | 4 h 50 min 52 s |
| 2e | Arnaud De Lie      | Belgique    | Lotto Dstny                 | + 0 s           |
| 3e | Nils Eekhoff       | Pays-Bas    | Team DSM                    | + 0 s           |
| 4e | Eddy Finé          | France      | Cofidis                     | + 0 s           |
| 5e | Rasmus Tiller      | Norvège     | Uno-X Pro Cycling Team      | + 0 s           |
| 6e | Clément Venturini  | France      | AG2R Citroën Team           | + 0 s           |
| 7e | Laurent Pichon     | France      | Arkéa-Samsic                | + 0 s           |
| 8e | Florian Vermeersch | Belgique    | Lotto Dstny                 | + 5 s           |
| 9e | Thomas Gachignard  | France      | Saint Michel-Mavic-Auber 93 | + 5 s           |
| 10e | Samuel Watson      | Royaume-Uni | Groupama-FDJ                | + 5 s           |

### Classements UCI
La course attribue des points au Classement mondial UCI 2023 selon le barème suivant.
| Position           | 1er | 2e  | 3e  | 4e  | 5e | 6e | 7e | 8e | 9e | 10e | 11e | 12e | 13e | 14e | 15e | 16e à 30e | 31e à 40e |
| Classement général | 200 | 150 | 125 | 100 | 85 | 70 | 60 | 50 | 40 | 35  | 30  | 25  | 20  | 15  | 10  | 5         | 3         |